# Alles in Allem
Albums de Einstürzende Neubauten
Lament
(2014) Rampen: apm (alien pop music)
(2024)
Alles in Allem (« En fin de compte » ou « Tout est dans tout » en allemand) est le treizième album studio d'Einstürzende Neubauten sorti le 15 mai 2020. Le groupe a auto-produit son album sur son label Potomak
Ce n'est pas un album concept, même si plusieurs titres font référence à Berlin, comme Am Landwehrkanal, Grazer Damm, Wedding ou Tempelhof. Initialement, l'album devait s'ouvrir sur le titre Welcome to Berlin avant que ce projet ne soit abandonné. 
L'album est critiqué comme un « album de recueillement aux atmosphères solennelles et crépusculaires » avec une « tension, retenue et calculée, qui sert à faire ressortir les contrastes entre la consonance et la dissonance ».

## Titres
1. Ten Grand Goldie  (5:21)
2. Am Landwehrkanal (3:03)
3. Möbliertes Lied (4:30)
4. Zivilisatorisches Missgeschick (4:02)
5. Taschen (4:43)
6. Seven Screws (3:55)
7. Alles in Allem' (4:18)
8. Grazer Damm (6:27)
9. Wedding (4:26)
10. Tempelhof (3:22)

## Musiciens
- Blixa Bargeld
- N.U. Unruh
- Alexander Hacke
- Jochen Arbeit
- Rudi Moser